# Karen Moncrieff
Karen Moncrieff, née à Sacramento (Californie) le 20 décembre 1963, est une actrice, réalisatrice et scénariste américaine.

## Biographie
Karen Moncrieff est diplômée de la Rochester Adams High School (en) en 1982. En 1985, elle est couronnée Miss Illinois et participe au concours Miss America.
Elle joue dans les feuilletons Passions, Des jours et des vies et Santa Barbara. Lorsque son personnage est supprimé de la série Santa Barbara, son agent lui explique qu'à son âge — 29 ans —, il lui sera difficile de trouver de nouveaux rôles, même si elle est un petit peu connue. Cette expérience la mène à vouloir écrire des personnages de femmes dans les films qu'elle réalise. 
Elle réalise son premier film, Blue Car, en 2002.
En 2006 sort The Dead Girl, un film qu'elle écrit parce qu'elle souhaite écrire une histoire avec plusieurs personnages féminins. L'histoire est fortement influencée par le fait que Karen Moncrieff, alors qu'elle a commencé à travailler sur cette idée, doit faire partie d'un jury d'assise lors d'un procès concernant le meurtre d'une jeune prostituée droguée.

### Vie privée
Karen Moncrieff a épousé le 15 juin 1987 le scénariste et producteur Eric Karten qui a produit ses trois premiers films qu'elle a réalisés au cinéma.

## Filmographie

### Cinéma
Elle est scénariste et réalisatrice de ses films.
- 2002 : Blue Car
- 2006 : The Dead Girl
- 2013 : Mensonges et Faux Semblants (The Trials of Cate McCall)
- 2018 : Les Heures retrouvées (The Keeping Hours)

### Télévision
- 1987-1988 : Des jours et des vies (Days of our Lives) (série télévisée) : Gabrielle Pascal
- 1990-1992 : Santa Barbara (série télévisée) : Cassandra Benedict Lockridge
- 1993 : Perry Mason : Baiser mortel (téléfilm) : Mimi Hoyle
- 2014 : Les Enfants du péché : Nouveau Départ (Petals on the Wind) (téléfilm)

## Prix et récompenses
- 2007 : grand prix du Festival de Deauville pour The Dead Girl